# Regdanvimab
Regdanvimab, pod zaščitenim imenom Regkirona, je monoklonsko protitelo za zdravljenje koronavirusne bolezni 2019 (covid 19).
Odbor za zdravila za uporabo v humani medicini (CHMP) Evropske agencije za zdravila (EMA) je 4. marca 2021 začel s sprotnim pregledom podatkov za zdravilo regdanvimab. EMA je sporočila, da rezultati prvega dela klinične raziskave nakazujejo, da regdanvimab lahko zmanjša število hospitalizacij, vendar podatki o učinkovitosti zdravila trenutno  niso dovolj zanesljivi. CHMP je kljub negotovostim zaključil, da regdanvimab predstavlja možnost zdravljenja bolnikov z visokim tveganjem za napredovanje do hude oblike covida 19, in sicer pri odraslih bolnikih, ki ne potrebujejo dodatka kisika. Dovoljenje za promet za zdravilo je EMA izdala 12. novembra 2021, in sicer na podlagi dodatnih podatkov iz kliničnega preskušanja pri bolnikih z blagim ali zmerno hudim covidom 19.

## Klinična uporaba
Regdanvimab je indiciran za zdravljenje odraslih s koronavirusno boleznijo 2019 (covidom 19), ki ne potrebujejo zdravljenja z dodajanjem kisika in ki imajo povečano tveganje za napredovanje okužbe v hudo obliko.

## Odmerjanje in pot uporabe
Regdanvimab se daje v obliki enkratne intravenske infuzije, v odmerku 40 mg/kg telesne teže. Bolnik mora zdravilo prejeti v prvih sedmih dneh od pojava prvih simptomov covida 19.

## Varnost
Pri do enem na tisoč bolnikov se lahko pojavi z infundiranjem povezana reakcija. 

## Mehanizem delovanja
Regdanvimab je monoklonsko protitelo, ki prepozna koničasto beljakovino na virusu SARS-CoV-2 in se nanjo pritrdi. S tem se zmanjša zmožnost vstopa virusa v telesne celice. Po tem mehanizmu naj bi zdravilo pomagalo preprečiti napredovanje blage do zmerne oblike covida 19 v hudo obliko in s tem zmanjšalo tveganje za potrebo po hospitalizaciji.